# DSA-181
La DSA-181 es una carretera perteneciente a la Red Secundaria de la Diputación Provincial de Salamanca que une las localidades de Navacarros y Candelario.

## Origen y Destino
La carretera  DSA-181  tiene su origen en la intersección con la vía de acceso desde la carretera  SA-100  a Navacarros, justo en la entrada al casco urbano de Navacarros, y termina en la entrada al casco urbano de Candelario formando parte de la Red de carreteras de Salamanca.